# رومان جبافي
رومان جبافي (بالتشيكية: Roman Jebavý)‏ مواليد 16 نوفمبر 1989 في تشيكوسلوفاكيا، هو لاعب كرة مضرب تشيكي يلعب باليد اليمنى ويحتل حالياً المرتبة رقم. 481 (25 أغسطس 2014) في تصنيف رابطة محترفي كرة المضرب. أعلى تصنيف له في الفردي كان المركز الـ 297 في سنة 2013.

## روابط خارجية
- رومان جبافي على موقع رابطة محترفي التنس (الإنجليزية)
- رومان جبافي على موقع الاتحاد الدولي لكرة المضرب (الإنجليزية)
- رومان جبافي على موقع كأس ديفيز (الإنجليزية)
- رومان جبافي على موقع خلاصة التنس.كوم (الإنجليزية)